# کروزیرو دو سول
کروزیرو دو سول (به پرتغالی: Cruzeiro do Sul, Acre) یکی از شهرستان های برزیل است که در اکری واقع شده‌است.

## خصوصیات
کروزیرو دو سول ۷٬۹۲۴٫۹۴۳ کیلومترمربع مساحت و ۷۹٬۸۱۹ نفر جمعیت دارد و ۱۸۲ متر بالاتر از سطح دریا واقع شده‌است.